# Ałol (rejon bieżanicki)
Ałol (ros. Алоль) – wieś (ros. деревня, trb. dieriewnia) w zachodniej Rosji, w osiedlu wiejskim Bieżanickoje rejonu bieżanickiego w obwodzie pskowskim.

## Geografia
Miejscowość położona jest nad rzeką Ałola, 41 km od centrum administracyjnego osiedla wiejskiego i całego rejonu (Bieżanice), 134 km od stolicy obwodu (Psków).
W granicach miejscowości znajdują się ulice: Miedwiedowskaja, Riecznaja.

## Demografia
W 2010 r. miejscowość zamieszkiwało 7 osób.